# Irrelevant
Irrelevant è un singolo della cantante statunitense Pink, pubblicato il 14 luglio 2022. Il brano è una denuncia della cantante a seguito della sentenza della Corte suprema degli Stati Uniti d'America sul potere di definire le legislazioni sull'aborto ai singoli Stati federati degli Stati Uniti d'America. Il 1º dicembre 2023 la traccia è stata inserita nella versione deluxe del nono album in studio della cantante Trustfall.

## Antefatti
Successivamente alla sentenza della Corte suprema degli Stati Uniti d'America Dobbs contro Jackson Women's Health Organization del 24 giugno 2022, che ha revocato la precedente Roe contro Wade permettendo ai singoli Stati federati degli Stati Uniti d'America il potere di definire le legislazioni sull'aborto, Pink ha espresso la sua contrarietà alla scelta della Corte, scrivendo che le persone che si oppongono alla Roe v. Wade non dovrebbero ascoltare la sua musica. La dichiarazione della cantante ha generato diverse opinioni nel pubblico, tra cui un filone di pensiero che si è schierato contrario alla cantautrice. Il 3 luglio 2022 Pink ha diramato attraverso i propri canali social il messaggio «Quando ti dicono di stare zitta e cantare... allora canto», seguito il 12 luglio da un video in cui canta a cappella il ritornello di Irrelevant.

## Descrizione
Il brano, scritto e composto dalla stessa cantante assieme a Ian Fitchuk, presenta interpolazioni dai brani The Kids Are Alright degli Who e di Girls Just Want to Have Fun di Cyndi Lauper. Pink ha raccontato il significato del brano:
(Pink)

## Pubblicazione
Irrelevant è stata pubblicata senza alcun annuncio il 14 luglio 2022 dalla RCA Records per il download digitale e lo streaming. Secondo Billboard, tutti i proventi della canzone saranno devoluti all'iniziativa elettorale apartitica di Michelle Obama When We All Vote, per incentivare diritto di voto negli Stati Uniti.
Il 1º dicembre 2023 la traccia è stata inserita nella versione deluxe del nono album in studio della cantante Trustfall.

## Accoglienza
Alexa Camp di Slant Magazine è stata entusiasta del brano, sostenendo che «incanala l'energia e la sfacciata schiettezza che hanno contribuito a fare di Pink una star» che, secondo lei, mancava nei suoi ultimi progetti dopo What About Us. Analogamente, Julien Goncvales di Pure Chartsi ha affermato che Irrelevant è un «inno feroce, con suoni pop-rock che delizieranno gli ascoltatori», mentre Sarah Schillaci di Entertainment Tonight,  ha descritto il brano come «carico di energia».
Sarah Tate di iHeartRadio ha commentato che con la canzone Pink «ha trasformato i commenti d'odio che ha ricevuto in un potente inno di protesta», pensiero sostenuto anche dal giornalista Dan DeLuca del The Philadelphia Inquirer, il quale ha l'ha descritta come «un'enfatica canzone di protesta, un grido di sfida in cui la cantante si rifiuta di essere definita dagli altri e si fa prendere dalla rabbia».

## Video musicale
Il videoclip è stato pubblicato il 25 luglio 2022 sul canale YouTube della cantante. Il video presenta clip provenienti da proteste e filmati registrati dalla stessa Pink, tra cui il movimento per i diritti civili, le marce a sostegno del movimento Me Too, i diritti LGBT, Black Lives Matter e contro la politica delle armi negli Stati Uniti.  Il video mostra anche attivisti come Tarana Burke e Muhammad Ali, oltre a politici controversi come Donald Trump e Rudolph Giuliani.

## Tracce
Testi e musiche di Alecia Moore e Ian Fitchuk.
1. Irrelevant – 3:52

## Classifiche

### Classifiche settimanali
| Classifica (2022) | Posizione massima |
| ----------------- | ----------------- |
| Belgio (Fiandre)  | 37                |
| Islanda           | 35                |

### Classifiche di fine anno
| Classifica (2022) | Posizione |
| ----------------- | --------- |
| Belgio (Fiandre)  | 190       |